# Iso Velikanović
Iso Velikanović (* 29. März 1869 in Šid; † etwa 1940) war ein jugoslawischer Schriftsteller.

## Leben
In Wien studierte er Medizin und scheiterte daran. Dann ging nach Sremska Mitrovica. Dort betätigte er sich als Journalist und verlegte die Zeitschrift Knut. Nach dem Anfang des Ersten Weltkrieges floh er nach Zagreb.

## Werke
- Otmica
- Knez od Lidije
- Posvatovci
- Tulumović udaje kćer

In seinen Werken sprach Velikanović über das Leben in kleinen Städtchen (malovaroški život).
Velikanović war ein bekannter Übersetzer. Er übersetzte Werke von Adam Mickiewicz (Sonette, Romanzen und Balladen, Grażyna, Konrad Wallenrod) und anderen Autoren.

## Ehrungen
2005 stiftete das Kroatische Kulturministerium den nach ihm benannten Preis nagrada Iso Velikanović für herausragende Übersetzungen.